# Night Moves (1975)
Night Moves is een Amerikaanse thriller uit 1975 onder regie van Arthur Penn.

## Verhaal
Harry Moseby is privédetective uit Los Angeles. Om een oudere filmactrice op te sporen reist hij naar Florida. Daar ontdekt hij een paar connecties, die de zaak bijzonder ingewikkeld maken.

## Rolverdeling
| Acteur           | Personage      |
| ---------------- | -------------- |
| Gene Hackman     | Harry Moseby   |
| Jennifer Warren  | Paula          |
| Susan Clark      | Ellen Moseby   |
| Edward Binns     | Joey Ziegler   |
| Harris Yulin     | Marty Heller   |
| Kenneth Mars     | Nick           |
| Janet Ward       | Arlene Iverson |
| James Woods      | Quentin        |
| Melanie Griffith | Delly Grastner |
| Anthony Costello | Marv Ellman    |
| John Crawford    | Tom Iverson    |
| Ben Archibek     | Charles        |